# 映山红
映山红是杜鵑花屬植物，又名唐杜鹃、杜鹃花、山踯躅、山石榴、照山红（河南）。

## 形态
常綠、半常绿或落叶灌木植物，多分枝；卵状椭圆形叶子互生，上面有疏糙伏毛，下面的毛较密；盛開於春天，他們花常持續數週。耐蔭，他們更喜歡在樹附近，或在樹下生長。开红色、粉色或白色等顏色阔漏斗形花，2－4朵簇生枝端；卵圆形蒴果，密被糙毛。

## 分布
分布在越南、泰国、台湾、香港 以及中国大陆的秦岭、长江流域等地，广泛分布于中国南方，生长於海拔500－2500米的地区，多见於山地疏灌丛或松林下。花期3－4月。

## 毒素
杜鵑花除了以其美麗著稱外、還具有很高的毒性。它的葉子和花蜜，甚至花蜜中的蜂蜜都含有梫木毒素。

## 圖片

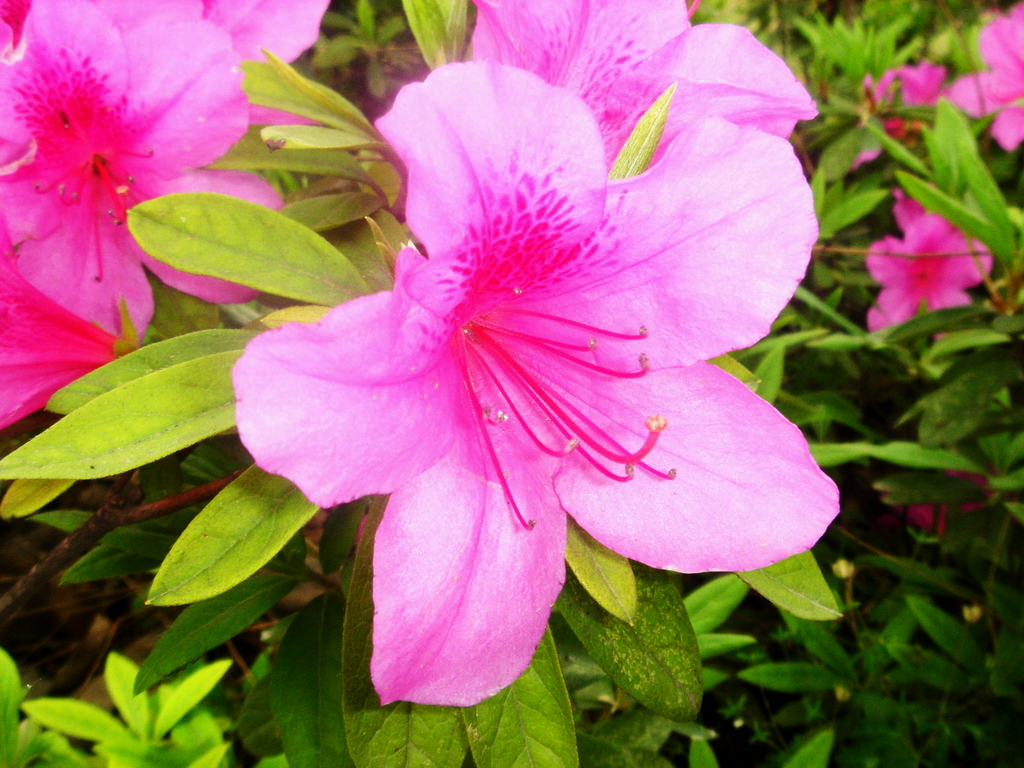
南京的映山紅
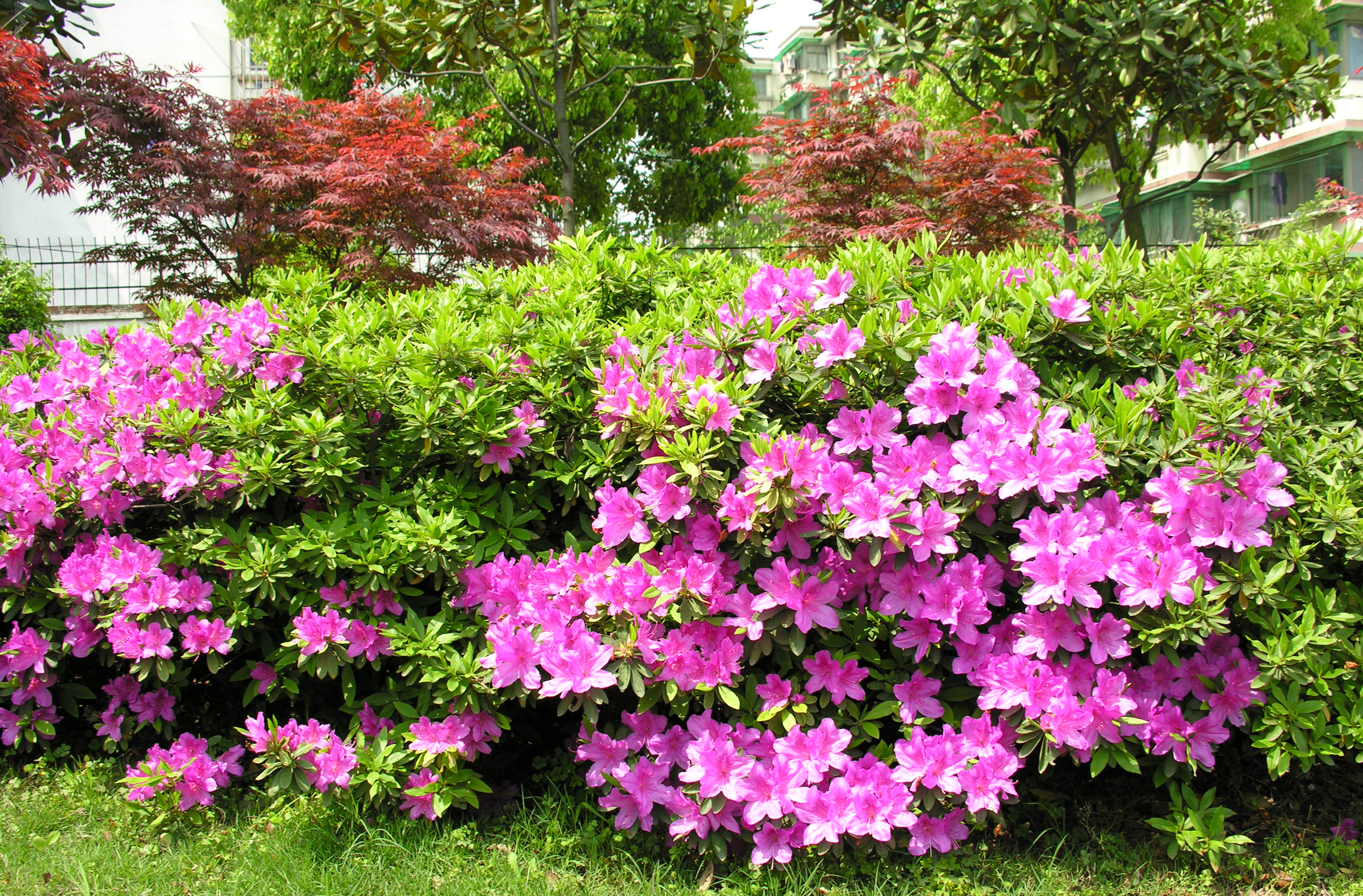
杭州的映山紅
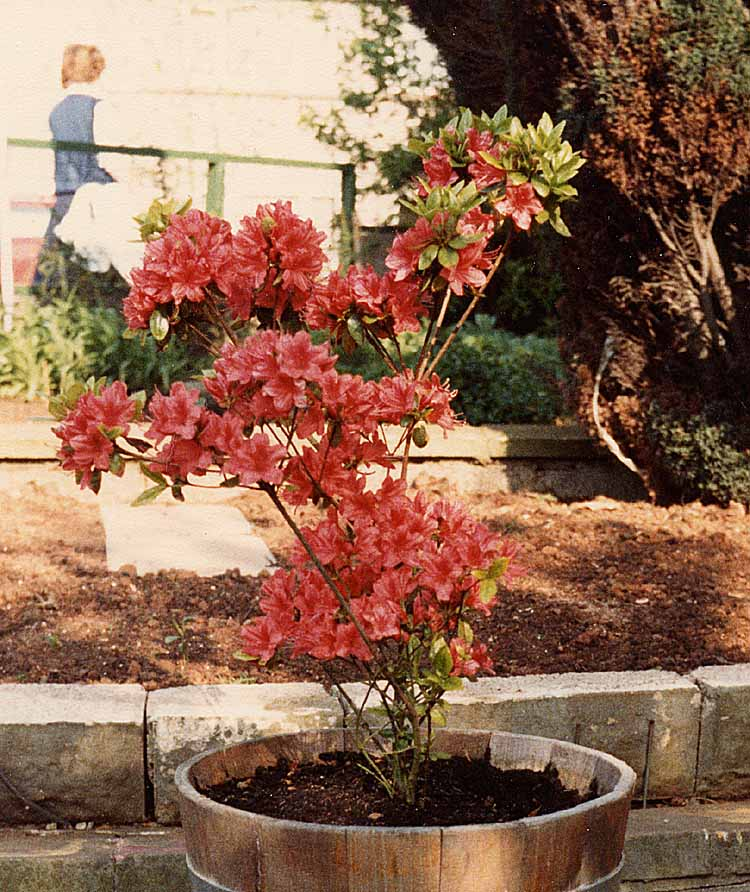
映山紅盆栽
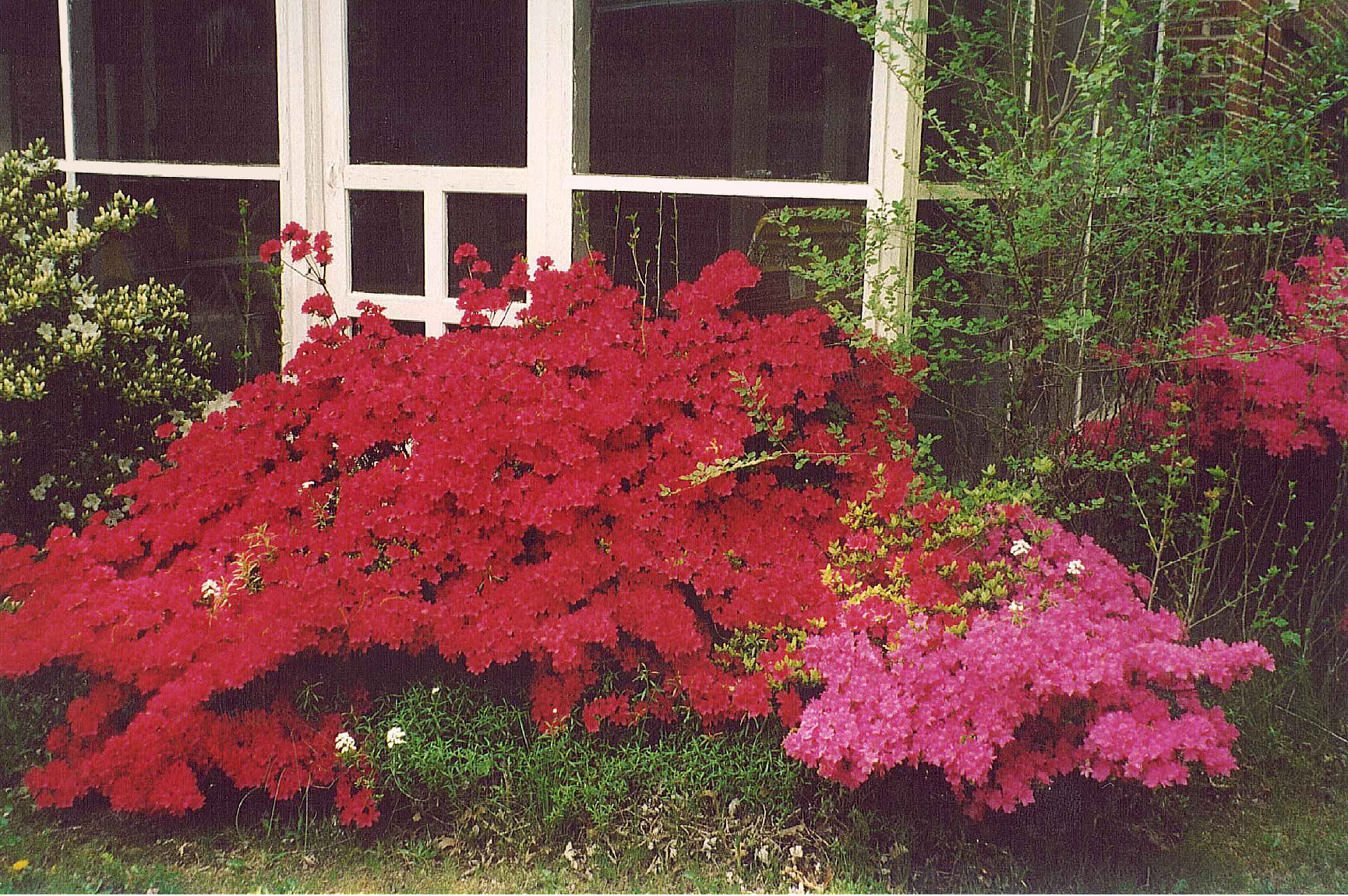
年齡50年的杜鵑
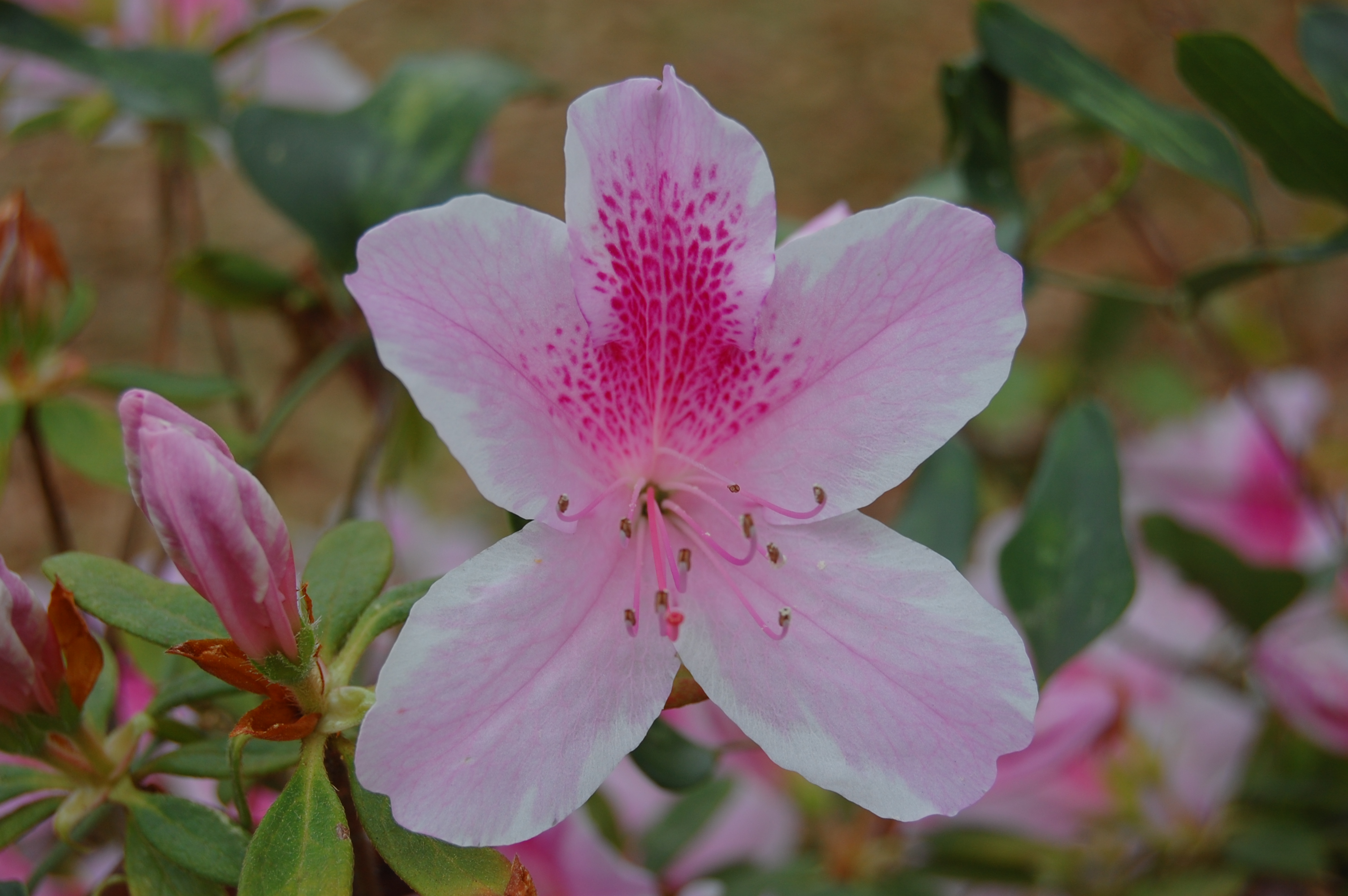
喬治·泰伯 映山紅
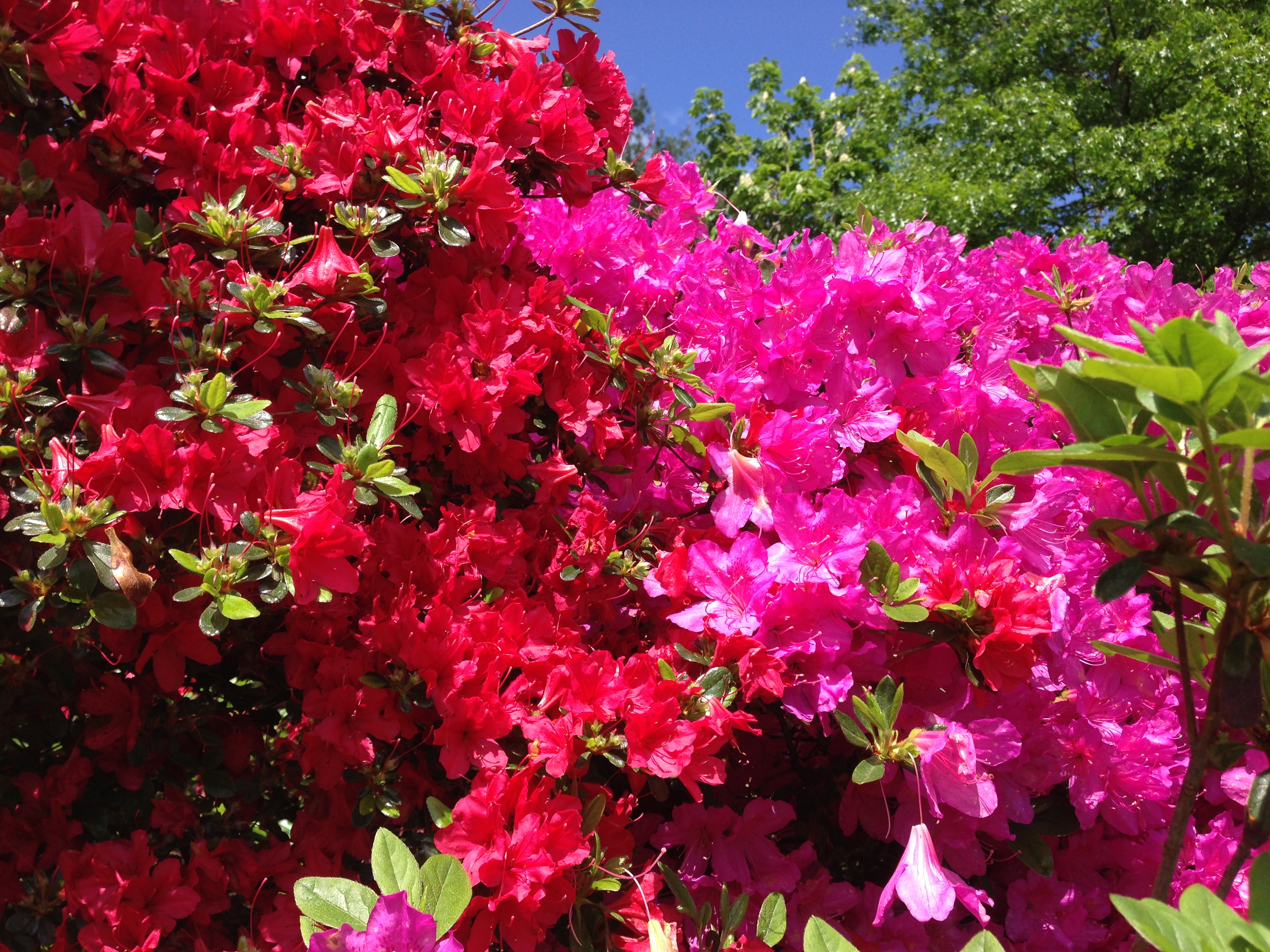
在新澤西的映山紅
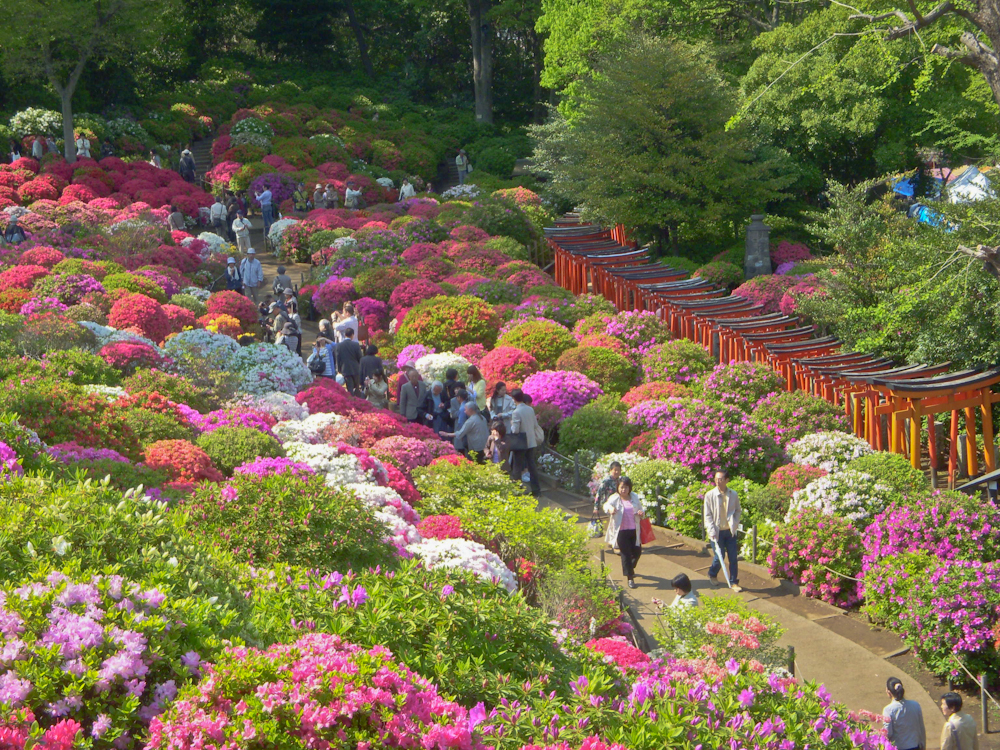
在根津神社的杜鵑花節
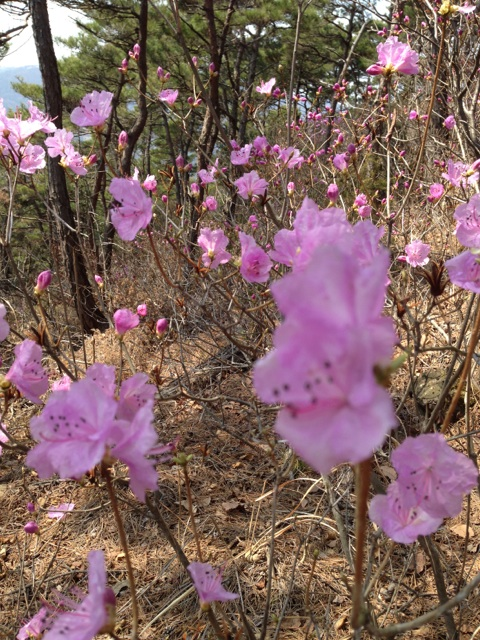
在韓國的杜鵑
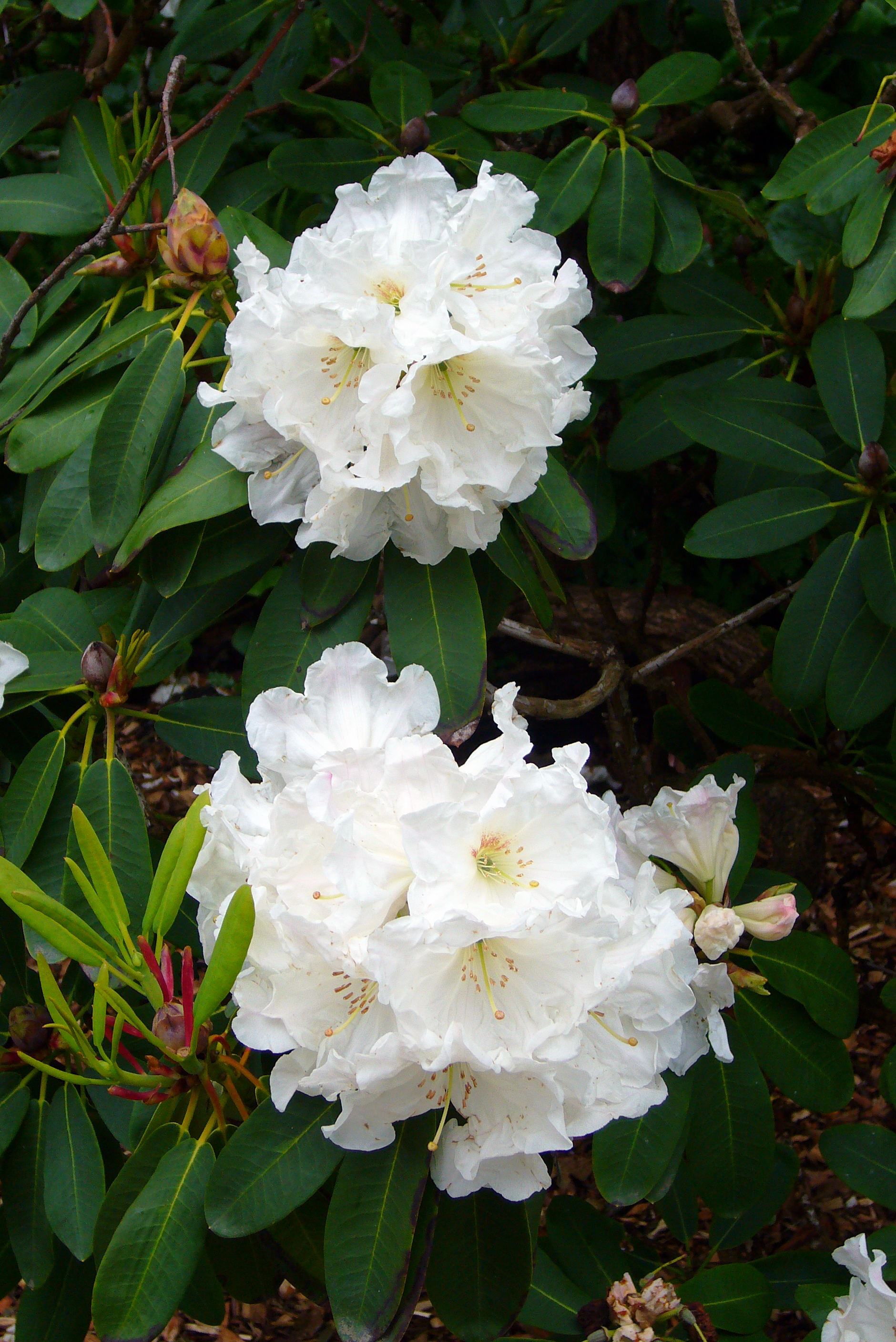
高尚大白杜鹃
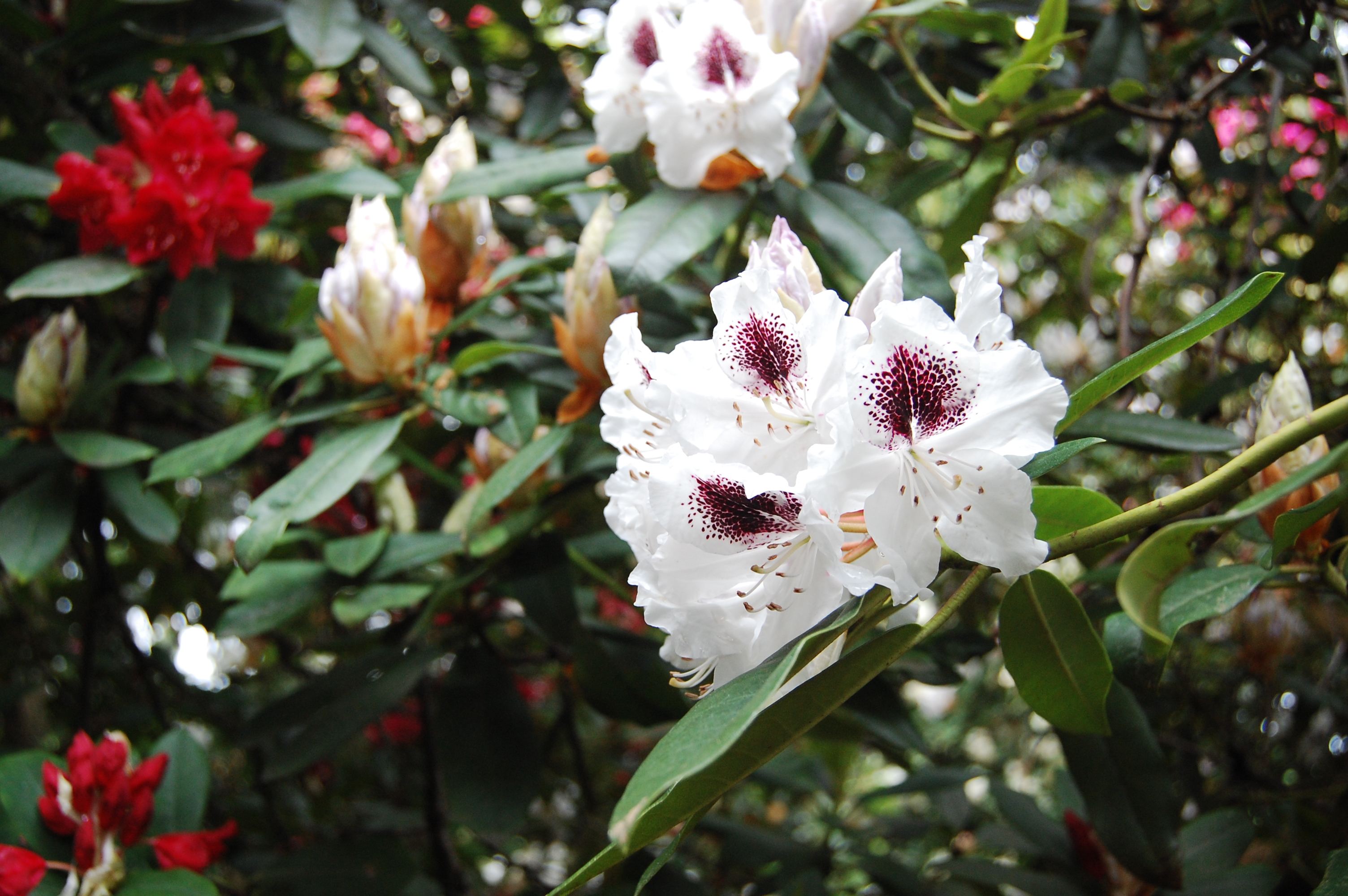
紅白雜生映山紅
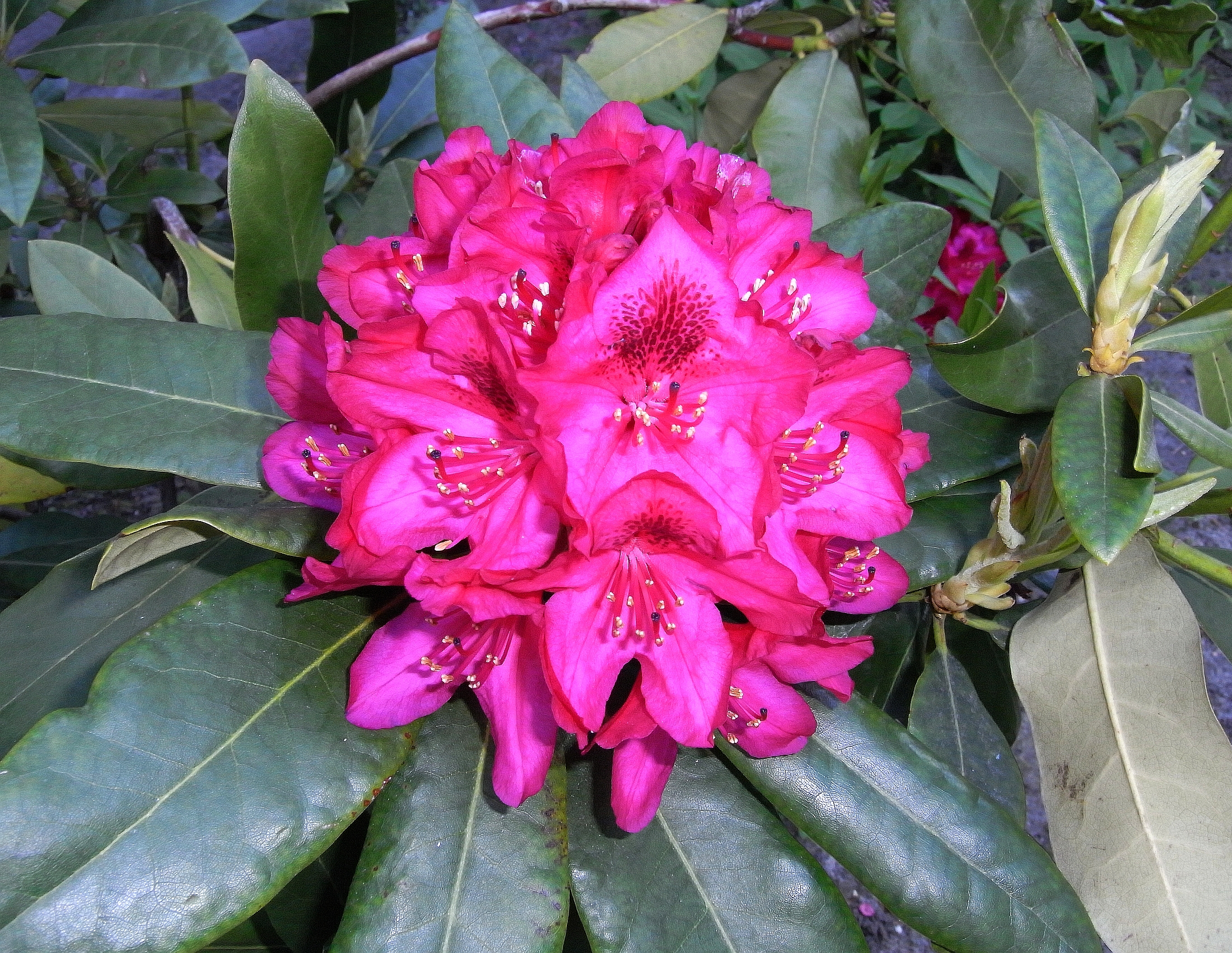
映山紅
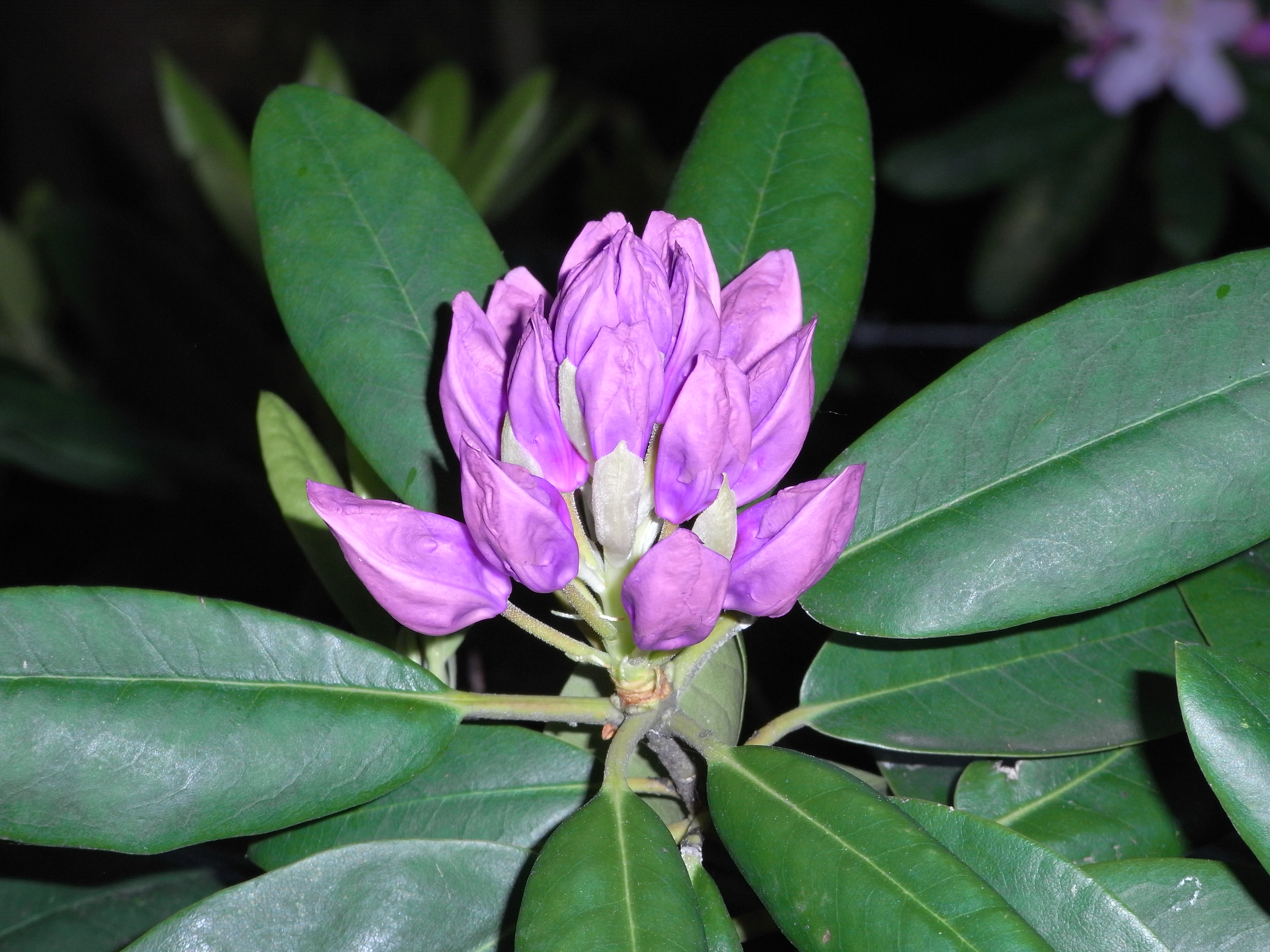
杜鵑花蕾
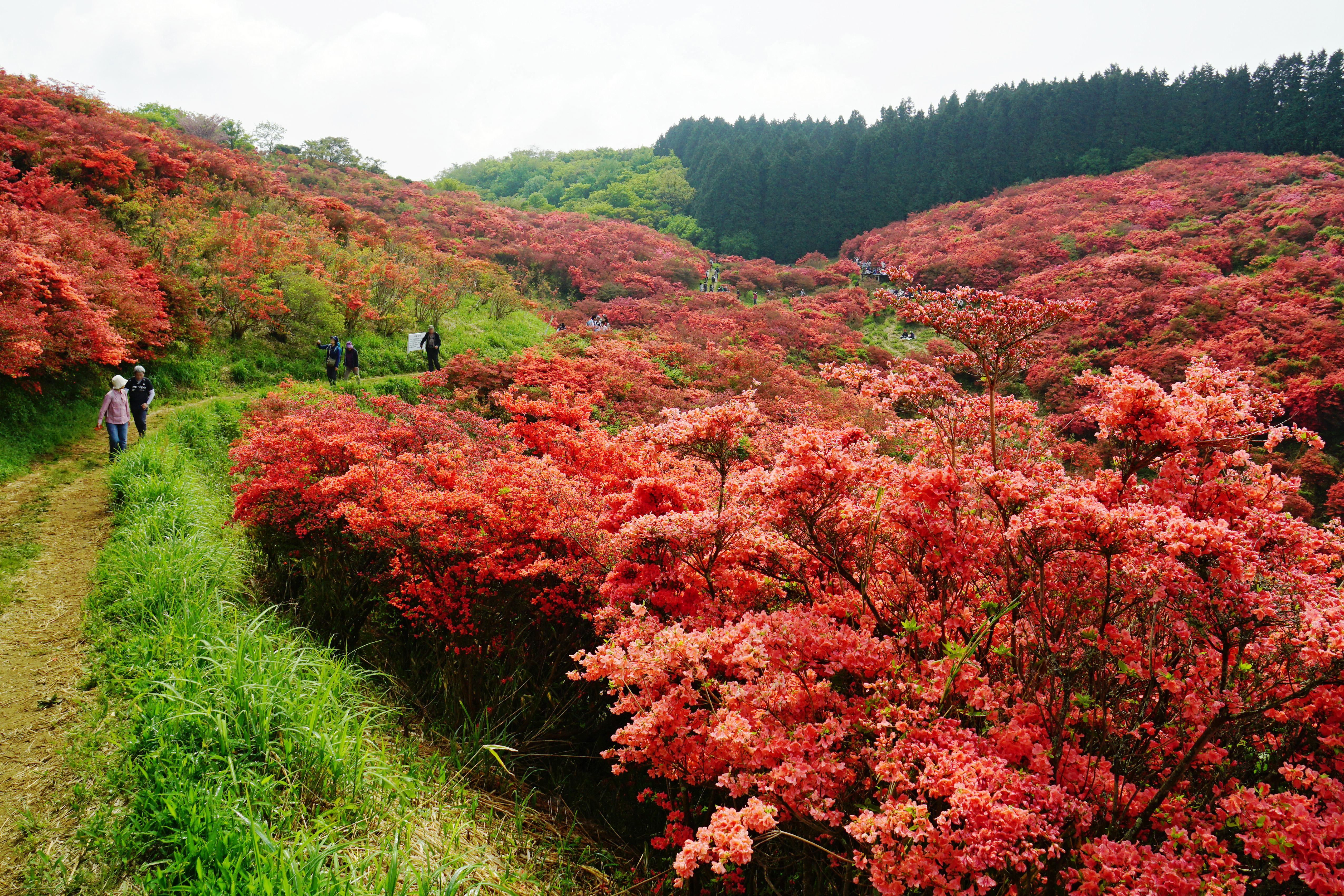
在大和葛城山的映山红花园

## 延伸阅读
[在维基数据编辑]
 《欽定古今圖書集成·博物彙編·草木典·杜鵑部》，出自陈梦雷《古今圖書集成》